# Елизабет фон Вид
Елизабет фон Вид (на немски: Elisabeth von Wied; * 1508: † 24 юли 1542 в Ронебург) е графиня на Вид и чрез женитба графиня на Изенбург-Бюдинген-Ронебург и Келстербах.
Тя е дъщеря на граф Йохан III фон Вид (ок. 1485 – 1533) и съпругата му графиня Елизабет фон Насау-Диленбург (1488 – 1559), дъщеря на граф Йохан V фон Насау-Диленбург († 1516) и Елизабет фон Хесен-Марбург († 1523).  Сестра е на Фридрих IV фон Вид, архиепископ и курфюрст на Кьолн (1562 – 1567).

## Фамилия
Елизабет се омъжва 1522 г. във Вид за граф Антон I фон Изенбург-Бюдинген-Ронебург и Келстербах (* 2 август 1501 в Бюдинген; † 25 октомври 1560 в Бюдинген, упр. 1518 – 1560), син на граф Филип фон Изенбург-Бюдинген-Ронебург (1467 – 1526) и графиня Амалия фон Ринек (1478 – 1543).  Тя е първата му съпруга. Те имат децата:
- Мария (1525 – 1558)
- Вилхелм (1527)
- Георг (1528 – 1577), граф на Изенбург-Ронебург (1566 – 1577), женен 1552 г. за графиня Барбара фон Вертхайм (1531 – 1600)
- Елизабет (1529)
- Маргарета (1530)
- Катарина (1532 – 1574), омъжена 1562 г. за Николаус IV фон Салм-Нойбург († 1580)
- Волфганг (1533 – 1597), граф на Изенбург-Келстербах (1566 – 1597), женен I. 1563 г. (развод 1573) за Йоханета фон Ханау-Лихтенберг (1543 – 1599), II. декември 1577 г. за Урсула фон Золмс-Браунфелс (1535 – 1585), III. септември 1585 г. за Урсула фон Глайхен-Рембда († 1625)
- Валпургис (1534)
- Бернхард (1535)
- Анна фон Бюдинген-Келстербах (1536 – 1565), омъжена 1562 г. за Йохан Андреас фон Волфщайн, фрайхер фон Зулцбюрг (1541 – 1582)
- Хайнрих (1537 – 1601), граф на Изенбург-Ронебург (1566 – 1597) и след това на цялото графство, женен I. 1569 г. за Мария фон Раполщайн (1551 – 1571), II. 1572 г. за Елизабет фон Глайхен-Тона (1554 – 1616)
- Фридрих фон Бюдинген-Келстербах (*/† 1538)
- Сибила фон Изенбург-Бюдинген-Келстербах (1540 – 1608), омъжена 1562 г. за Зигмунд II, бургграф фон Кирхберг († 1570)
- Амалия (1541)
- Катарина (1542)
- Елизабет (* 19 юли 1542; † 1551)

Елизабет фон Вид умира на 24 юли 1542 г. в Ронебург след последното си раждане на 19 юли и е погребана в Мариенборн. Нейният съпруг се жени втори път 1554 г. за Катарина Гумпел (ок. 1530 – 1559).